# Краснолобый толстоклювый попугай
Краснолобый толстоклювый попугай (лат. Bolborhynchus ferrugineifrons) — птица семейства попугаевых.

## Внешний вид
Длина тела 17 см. Основная окраска оперения зелёная. В нижней части тела имеется желтоватый оттенок. Лоб коричнево-ржавого цвета. Шея в передней части и щёки имеют охристо-жёлтую окраску.

## Распространение
Обитают в Колумбии.

## Образ жизни
Населяют субтропические и тропические высокогорные местности, покрытые кустарником и пашни.

## Угрозы и охрана
До середины XX века был известен по единственному экземпляру, полученному из Боготы (Колумбия), но в начале 1950-х годов его видели на высоте до 3700 м над уровнем моря на юге Толима, а также на склонах вулкана Пурасе в Кауке. Большая часть подходящих для него местообитаний уничтожена, сохранились лишь отдельные участки, где может обитать этот вид.